# Echium rosulatum
Echium rosulatum là loài thực vật có hoa trong họ Mồ hôi. Loài này được Lange mô tả khoa học đầu tiên năm 1854.